# Iouri Tsitsinov
Iouri Aleksandrovitch Tsitsinov - en russe : Юрий Александрович Цицинов, et en anglais : Yuri Tsytsnov (né le 24 août 1938 à Moscou en URSS - mort le 18 août 1994) est un joueur russe de hockey sur glace.

## Carrière de joueur
Durant sa carrière professionnelle il a évolué dans le championnat d'URSS sous les couleurs des Krylia Sovetov et du HK Lokomotiv Moscou. Il termine avec un bilan de 370 matchs et 120 buts en élite.

## Carrière internationale
Il a représenté l'URSS à 11 reprises (10 buts) sur une période d'une saison entre 1959 et 1960. Il a remporté le bronze aux Jeux olympiques de 1960.

## Statistiques
Pour les significations des abréviations, voir Statistiques du hockey sur glace.

### En équipe nationale
| Année | Équipe | Compétition |   | PJ | B | A | Pts | Pun                |  | Résultats |
| 1960  | URSS   | CM & JO     | 7 | 5  | 4 | 9 | 4   | Médaille de bronze |  |           |